# Donkere ooievaarsbek
De donkere ooievaarsbek (Geranium phaeum) is een vaste plant uit de ooievaarsbekfamilie (Geraniaceae). Het is een stinsenplant waarvan de bloeitijd loopt van mei tot in juni.

## Determinatie
De min of meer rechtopstaande stengels zijn 30–60 cm lang en in het bovenste deel vertakt. Ze zijn behaard met lange, afstaande haren. De plant groeit in een pol. De rozetbladeren zijn langgesteeld. De verspreid staande stengelbladen hebben grof getande slippen met meestal een aantal paren zwarte vlekken aan beide kanten van de diepere bladinsnijdingen. De bloemen zijn tweeslachtig, ze staan staan met twee bij elkaar in een ijle bloeiwijze aan het eind van een stengel. De top van de bloemsteel buigt tijdens de bloei,  de bloem staat daardoor iets voorover. De circa 2 cm grote bloemen zijn zwartachtig paars van kleur. Ze zijn iets teruggeslagen, omgekeerd hartvormig, aan de top uitgerand en hebben vaak een korte eindspits. Elke bloem heeft tien  meeldraden, de stempels zijn groengeel. De vrucht is een kluisvrucht, de zaden zijn kaal en glad. De plant is tweezaadlobbig.

## Ecologie
De soort is te vinden op zonnige tot licht beschaduwde, matig stikstofrijke en vochtige, mesotrofe tot eutrofe, matig zure tot zwak basische zand-, klei- en leembodems. 
De overblijvende plant groeit in loof- en parkbossen, in bossen bij buitenplaatsen en in hellingbossen, in bosranden en houtwallen, in heggen, struwelen, oude boomgaarden en begraafplaatsen. Verder staat ze ook wel in enigszins ruig grasland en aan waterkanten.

### Syntaxonomie
Donkere ooievaarsbek geldt als kensoort voor het essen-iepenbos (Fraxino-Ulmetum).

## Verspreiding
Donkere ooievaarsbek groeit van oorsprong op de bergweiden van Centraal- en Zuid-Europa. In de Lage Landen is ze sinds de achttiende eeuw ingeburgerd. In Nederland en Vlaanderen komt de plant vooral voor in de buurt van de Utrechtse Vecht en aan de Hollandse binnenduinrand, daarbuiten is ze zeer zeldzaam. In de Belgische Ardennen is ze algemener. Als sierplant is donkere ooievaarsbek ingeburgerd op meerdere plaatsen in West-Europa.

## Gebruik
De zwartachtig paarse bloemen worden als rouwsymbool gebruikt. De wortel van de plant wordt in de kruidengeneeskunde als bloedzuiverend middel aangewend en zou een positieve invloed op de bloedsomloop hebben.

## Afbeeldingen
|  |  |  |